# Magatzem al carrer Alonso Martínez, 18 (Tàrrega)
Carrer Alonso Martínez, 18 és una casa noucentista de Tàrrega (Urgell) inclosa a l'Inventari del Patrimoni Arquitectònic de Catalunya.

## Descripció
És un magatzem de considerables dimensions, entre mitgeres. Està format per dos pisos, la planta baixa i el pis superior que es confon amb la coberta. El pis inferior presenta tres obertures molt grans, dues portalades a banda i banda i una finestra central. Aquestes són fetes amb arcs rebaixats absents de decoració. En aquesta planta el mur està tot arrebossat excepte dues filades laterals amb forma d'aplacats de pedra que es repeteixen emmarcant la finestra central.
La part superior de l'edifici destaca per la seva originalitat, ja que resol el coronament de la façana fugint dels esglaonaments típics d'aquest tipus d'arquitectura agrícola. És una estructura ondulada, amb una forma molt sinuosa on a la part central de la façana s'obra una finestra subdividida en tres ullals geomètrics semicirculars. Aquesta coberta està coronada per una sanefa motllurada que ressegueix tot el conjunt.